# ゼニゴケ綱
ゼニゴケ綱（Marchantiopsida）は、ゼニゴケ植物門に属する綱。下位分類については諸説ある。

## 特徴
ゼニゴケ綱の種はふつう、一部の細胞が肥大した葉状体をもつ。葉状体の裏側には二種類の仮根（表面がなめらかなものと、くぎが打たれたような表面のもの）がある。また、造精器は傘状の雌器床につくこともあれば（ゼニゴケ属）、葉状体内につくこともある（イチョウウキゴケ）。

## 下位分類
ゼニゴケ綱の種は多様な形態を示すが、その単系統性は比較的よく支持されているとされる。
大きく2亜綱にわかれるが、ダンゴゴケ亜綱を認める場合は3亜綱となる。
- ウスバゼニゴケ亜綱 Blasiidae
  - ウスバゼニゴケ目 Blasiales
- ゼニゴケ亜綱 Marchantiidae 
  - ダンゴゴケ目 Sphaerocarpales - 単独のダンゴゴケ亜綱 (Sphaerocarpidae) とすることもある。
  - ゼニゴケ目 Marchantiales
  - ウキゴケ目 Ricciales

ウキゴケ目はゼニゴケ目に含めることもある。またゼニゴケ目とされるミカヅキゼニゴケ科（1属1種）を、単独のミカヅキゼニゴケ目 (Lunulariales) としてゼニゴケ亜綱に含めることもある。